# Nationaal wildreservaat Barra del Colorado
Het Nationaal wildreservaat Barra del Colorado (Spaans: Refugio Nacional de Vida Silvestre Barra del Colorado, acroniem: RNVSBC) is het grootste beschermde natuurgebied van Costa Rica. Het ligt in het noorden van het land, op de grens met Nicaragua. De belangrijkste rivier in het gebied is de Colorado. Deze vormt de eilanden Calero en Isla Brava die deel uitmaken van het reservaat. Het reservaat ligt tegen het Nationaal park Tortuguero aan, waarmee het een ecologische eenheid vormt.
Meer dan 80% van het reservaat is bedekt met bos. Dit is verdeeld in verschillende biotopen:
- Kustvegetatie, met vooral veel kokospalmen
- Velden met waterpalmen (Raphia taedigera)
- Hoogteregenwoud, met bomen tot 40 meter hoog
- Moerassig woud met kruidachtige planten tot 2 meter hoog, waaronder veel waterhyacint

De meest voorkomende bomen zijn de olieboom (Pentaclethra macroloba), de krappa (Carapa guianensis) en de Prioria copaifera.
Het reservaat kent een grote verscheidenheid aan fauna:
- Zoogdieren: lamantijnen, tapirs, jaguar, poema, margay, ocelot, jaguarundi, drievingerige luiaards, zwarte brulaap, kapucijnapen
- Reptielen: kaaimannen, spitssnuitkrokodil
- Amfibieën: aardbeikikker
- Vogels: zwavelborsttoekan, papegaaien waaronder de soldatenara en de geelwangamazone, jacana's, trogons, visarend, bigua-aalscholver, kleine blauwe reiger, driekleurenreiger, grote bonte buizerd, grote tinamoe, kuifsjakohoen
- Vissen: tand- en glasbaarzen, Atractosteus tropicus
- Geleedpotigen: kreeften
- Weekdieren: Lobatus galeatus

Het reservaat is niet gemakkelijk te bereiken. Er vindt wetenschappelijk onderzoek plaats.